# Уолтон, Тони
Энтони Джон Уолтон (англ. Anthony John Walton; 24 октября 1934, Уолтон-он-Темз, Суррей — 2 марта 2022, Нью-Йорк, Нью-Йорк) — британский художник по костюмам
 и декорациям, лауреат премий «Тони», «Оскар», «Эмми» и «Драма Деск».

## Ранняя жизнь
Уолтон родился 24 октября 1934 года в Уолтоне-на-Темзе, графство Суррей, Англия. Его отец был хирургом.
Учился в колледже Рэдли, где изучал греческий и латынь, а затем поступил в художественную школу при Университетском колледже Лондона (The Slade). Провёл два года обязательной военной подготовки в ВВС, в качестве пилота-стажёра в канадской провинции Онтарио.

## Карьера
Уолтон начал свою карьеру в 1957 году с бродвейской постановки Ноэла Кауарда «Разговорная пьеса». В конце 1950-х — начале 1960-х он работал над театральными постановками в Нью-Йорке и Лондоне.
Уолт Дисней предложил Уолтону работу в качестве дизайнера костюмов, сценографа и визуального консультанта для музыкального фильма «Мэри Поппинс» (1964).
Уолтон был номинирован на «Оскар» за работу в фильмах «Мэри Поппинс» (1964), «Убийство в Восточном экспрессе» (1974) и «Виз» (1978), но получил премию «Оскар» лишь однажды: в 1979 году за работу в качестве художника-постановщика в музыкальном фильме Боба Фосса «Весь этот джаз».
Он получил три театральных премии «Тони» за лучший дизайн сцены: за «Пиппин» (1973), «Дом синих листьев» (1986) и «Парни и куколки» (1992), а также трижды «Драма Деск»: за «Приют» (1973), «Дом синих листьев» (1986) и «Парни и куколки» (1992).
Кроме того, Уолтон получил «Эмми» за работу над американской телевизионной экранизацией «Смерть коммивояжёра» (1985).

## Избранная фильмография
- Мэри Поппинс / Mary Poppins (1964)
- Убийство в «Восточном экспрессе» / Murder on the Orient Express (1974)
- Виз / The Wiz (1978)
- Весь этот джаз / All That Jazz (1979)
- Смерть коммивояжёра / Death of a Salesman (1985)